# اندری کاوون
اندری کاوون (اوکراینی: Андрій Олегович Кавун؛ زادهٔ ۹ دسامبر ۱۹۶۹) کارگردان فیلم اهل اتحاد جماهیر شوروی سوسیالیستی است.